# Walter Kurt Wiemken
Walter Kurt Wiemken (* 14. September 1907 in Basel, Schweiz; † 30. Dezember 1940 in Castel San Pietro, Breggia-Schlucht) war ein Schweizer Maler.

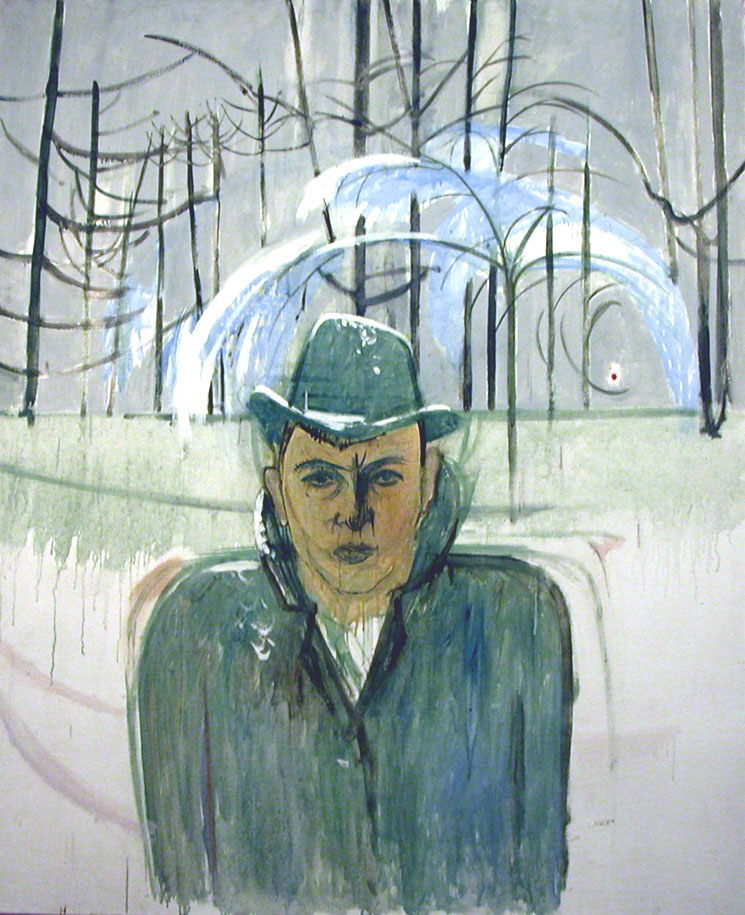
Walter Kurt Wiemken: Selbstbildnis, Öl auf Leinwand, 1939

## Leben
Walter Kurt Wiemkens Eltern waren Deutsche, die im Jahr 1898 in die Schweiz eingebürgert wurden und nach Basel zogen. Wiemken erkrankte im Alter von vier Monaten an Kinderlähmung und blieb zeitlebens behindert und auf Hilfe angewiesen. Er wohnte zeitlebens in seinem Elternhaus und führte auch dort sein künstlerisches Atelier. Der Vater von Wiemken hatte einen Lithografenbetrieb.
In den Jahren 1923 bis 1927 war Walter Kurt Wiemken Schüler der Gewerbeschule in Basel. Er wurde dort in der Grafikklasse künstlerisch von Fritz Baumann unterrichtet. Dieser war Gründer der expressionistischen Künstlergruppe Das neue Leben und vermittelte auch die Ideen des Bauhauses. Die Illustrationen Wiemkens aus dieser Zeit orientieren sich am Expressionismus. In dieser Zeit suchte Wiemken Anschluss an die Künstlergruppe Rot-Blau, die aus Schülern von Ernst Ludwig Kirchner bestand.
Im Jahr 1927 studierte Wiemken das Sommersemester an der Staatlichen Hochschule für angewandte Kunst in München. Er wurde dort von Fritz Hellmut Ehmcke und Richard Klein unterrichtet. Nach dem Aufenthalt in München ging Wiemken zusammen mit Otto Abt auf eine Studienreise nach Paris. Seine letzten expressionistischen Bilder entstanden bei diesem Aufenthalt. Sie stellten fast ausschliesslich düstere Strassenszenen dar. Danach beschäftigte sich Wiemken mit dem Impressionismus. In den Jahren 1928 und 1929 reiste Wiemken zusammen mit Walter Bodmer und Otto Abt, mit denen ihn eine lebenslange Freundschaft verband, in den Künstlerort Collioure im Roussillon und in das Tessin. Bei diesen Aufenthalten entstanden Landschaftsgemälde. Wiemken und seine Freunde besuchten Collioure bis ins Jahr 1939 mehrfach. Wiemken übernahm in Basel das Atelier von Max Sulzbachner, das sich direkt neben dem Atelier von Charles Hindenlang befand. Später übernahm dieses Otto Abt.
Die Beobachtung des Begräbnisses eines Mädchens und das gleichzeitig stattfindende Alltagsgeschäft eines Metzgers beeinflussten das künstlerische Schaffen von Wiemken nachhaltig. Er versuchte daraufhin, die Gegensätzlichkeiten der Ereignisse im menschlichen Leben gleichzeitig in seinen Bildern darzustellen. In den 1930er Jahren wurde Wiemkens Kunst von den Werken von Serge Brignoni, Kurt Seligmann und Pablo Picasso und von deren Surrealismus beeinflusst. Seine Werke zeichneten sich fortan dadurch aus, dass sie die Sonnen- und Schattenseiten des menschlichen Lebens gleichsam darstellen. Im Jahr 1936 nahm Wiemken an der Ausstellung Zeitprobleme in der Schweizer Malerei und Plastik im Kunsthaus Zürich teil.
Wiemken gehörte, zusammen mit seinen Freunden Walter Bodmer und Otto Abt, zu den Mitgründern der 1933 aus Protest gegen die konservativen Tendenzen in der Schweizer (vor allem Basler) Künstler- und Architektenszene gegründeten Gruppe 33. Diese hatte auch eine klare antifaschistische Ausrichtung. In den Jahren 1936 und 1937 folgte eine Beeinflussung durch die konstruktivistische Kunst seines Freundes Walter Bodmer. Wiemken reiste im Jahr 1937 nach Belgien und setzte sich dort mit der surrealistischen Kunst von James Ensor auseinander. Einige seiner Werke gingen aus den Wettbewerben des Kunstkredits Basel-Stadt hervor.
Am 30. Dezember 1940 ging Wiemken auf einen Spaziergang und stürzte dabei ab. Seine Leiche wurde am 23. Januar 1941 in der Breggia-Schlucht bei Castel San Pietro gefunden.
Wiemkens Werke werden international geschätzt und ausgestellt. Wiemkens Arbeiten waren auch auf der documenta 1 im Jahr 1955 in Kassel vertreten.